# 신생아 호흡 곤란 증후군
신생아 호흡 곤란 증후군, 신생아호흡장애증후군(Infant respiratory distress syndrome, IRDS)은 폐 표면활성제 생산의 발달 부족, 허파의 구조적 미성숙으로 인해 발생하는 미숙아의 증후군이다. 이는 또한 신생아 감염의 결과일 수도 있고 계면활성제 관련 단백질 생산의 유전적 문제로 인해 발생할 수도 있다.
IRDS는 신생아의 약 1%에 영향을 미치며 미숙아의 이병률과 사망률의 주요 원인이다. 데이터에 따르면 선택적 제왕절개를 선택하면 만삭아의 호흡곤란 발생률이 현저히 증가하는 것으로 나타났다. 1995년으로 거슬러 올라가면 영국에서는 호흡곤란으로 인해 신생아 입원이 필요한 연간 제왕절개 출산이 2,000건 처음으로 기록되었다. 발생률은 재태 연령이 증가함에 따라 감소하며, 26~28주에 태어난 아기의 경우 약 50%에서 30~31주에 태어난 아기의 경우 약 25%로 감소한다. 이 증후군은 남성, 백인, 당뇨병 산모의 영아, 미숙아 쌍둥이의 둘째에게서 더 자주 나타난다.
IRDS는 호흡곤란과 관련된 신생아 사망의 또 다른 주요 원인인 폐저형성증과 다르다.
호흡곤란 증후군 관리에 관한 유럽 합의 지침은 IRDS의 조기 발견과 그에 따른 치료를 위한 새로운 가능성을 강조한다. 지침에는 현재 사용 가능한 신속한 현장 예측 테스트와 적절한 교육, 전문 지식 및 장비를 갖춘 폐 초음파가 IRDS를 조기에 진단하는 대체 방법을 제공할 수 있는 방법이 언급되어 있다.

## 같이 보기
- 급성호흡곤란증후군